# Elsa Barberis
Elsa Barberis, née le 7 juillet 1902 à Lugano et décédée le 4 avril 1991 dans la même ville, est une styliste et entrepreneuse suisse italienne réputée pour son rôle dans l'émancipation féminine par la mode. 
En 1935, elle inaugure un atelier à Lugano, se distinguant rapidement par son style novateur. Sa notoriété nationale s'accroît après sa participation à la Semaine suisse de la mode à Zurich en 1943. Son influence s’étend grâce à des défilés dans des hôtels prestigieux de Zurich et à Vulpera.
En 1958, elle expose des créations tessinoises lors de l'Exposition nationale suisse du travail féminin.

## Biographie

### Origines et enfance
Elsa Barberi naît le 7 juillet 1902 à Lugano. Ses parents sont Emma Barberis-Vanini (1876-1976), provenant d'une célèbre famille de confiseurs de Lugano, et Pietro Barberis (1873-1933), un marchand de viande originaire du Piémont,. 
Elle obtient la nationalité suisse en 1908 à la suite de la naturalisation de son père. 
Dès son enfance, elle se met à dessiner et confectionner des robes, d'abord pour ses poupées, puis pour ses cousines.

### Études
Bien qu'Elsa Barberis montre un intérêt pour la couture dès son enfance, elle ne suit probablement pas de formation professionnelle dans ce domaine. Elle fréquente sans doute l'Institut Sainte-Anne à Lugano, puis se forme en autodidacte.

### Parcours professionnel

#### Ouverture d'un atelier
En 1935, Elsa Barberi ouvre son premier atelier de tailleur au centre de Lugano. Au cours des décennies suvantes, la maison de mode se développe grâce à son esprit d'entreprise et compte jusqu'à une trentaine de collaboratrices,. 
Très attachée à sa famille, elle entretient des liens étroits avec ses frères cadets, le caricaturiste et graphiste publicitaire Franco Barberis, qui collabore avec elle en tant que dessinateur, et le journaliste sportif Alberto Barberis. 
Le « style Barberis » se caractérise par une ligne de vêtements novatrice, à la fois élégante et décontractée. Réalisés dans des tissus simples et grossiers, avec des combinaisons de couleurs inhabituelles pour l'époque (jaune et rose) ainsi que des coupes confortables et carrées, ses vêtements répondent aux nouveaux besoins des femmes en matière de mobilité,.
Elle invente notamment la jupe pantalon et les vestes kimono.

#### Semaine suisse de la mode 1943: envol de sa carrière
Elsa Barberis gagne en notoriété au-delà des frontières cantonales en participant à la deuxième Semaine suisse de la mode à Zurich en 1943. Cet événement propulse sa carrière, lui permettant d'attirer des célébrités, telles que l'actrice américaine Gloria Swanson, parmi sa clientèle. 
Au cours des vingt années suivantes, de nombreux articles de presse témoignent de son activité intense au nord des Alpes. Elle présente ses collections dans des hôtels prestigieux de Zurich, tels que le Baur au Lac, le Dolder et le Bellerive, où les vêtements, confectionnés ensuite dans son atelier à Lugano, peuvent être commandés. 

#### Boutique d'été
Durant les années 1940 et 1950, elle passe de longs séjours estivaux à Vulpera, ouvrant une succursale saisonnière et organisant des défilés dans les hôtels Waldhaus et Schweizerhof, renforçant ainsi sa position sur le marché de la haute couture en Suisse alémanique. 

#### SAFFA 1958: créations tessinoises
Sa réputation est consolidée lors de la seconde Exposition nationale suisse du travail féminin en 1958. En tant que présidente du Groupe Vêtements, Elsa Barberis présente 22 créations inspirées de l'agriculture tessinoise. Ces robes, faites de fibres naturelles tissées à la main par des artisans locaux, sont confectionnés par des élèves de diverses écoles professionnelles de Lugano, Biasca, Bellinzone et Locarno.

### Vie privée
Elsa Barberis reste célibataire et vit avec sa famille, puis uniquement avec sa mère, à Lugano et Massagno. 
Après la fermeture de son atelier au milieu des années 1960, dans un contexte marqué par l'avènement du prêt-à-porter, elle se consacre à d'autres passion : l'artisanat, la décoration intérieure et à la sculpture sur bois.
Sociable et anticonformiste, Elsa Barberis entretient des relations d'amitié avec plusieurs artistes locaux, dont Felice Filippini (de),.

### Mort
Elsa Barberis meurt le 4 avril 1991 à Lugano.

### Podcast
- Podcast sur Elsa Barberis raconté par Valentina Grignoli sur RSI
- Les défricheuses - Elsa Barberis (1902-1991), la mode au naturel

### Films documentaires
- Film documentaire sur Elsa Barberis paru en janvier 2024 lors du festival Swiss Films
- Elsa Barberis Haute Couture ticinese

### Fonds d'archives
- Association des archives unies des femmes tessinoises (AARDT), Massagno, Collection documentaire Femmes tessinoises, Elsa Barberis
- Fonds privé, Sveva Barberis-Casagrande
- Collection documentaire Donne Ticinesi, Elsa Barberis